# サミー・トラオレ
サミー・トラオレ（Sammy Traoré, 1976年2月25日 - ）は、フランス・ヴァル＝ド＝マルヌ県クレテイユ出身のサッカー選手。ポジションはディフェンダー。

## 経歴
1998年にUSクレテイユ＝リュシタノでデビュー。2002年にOGCニースに移籍し中心選手としてプレーした。2006年にはパリ・サンジェルマンFCに移籍するが出場機会に恵まれず、2007年には守備が崩壊しかけたAJオセールにレンタル移籍した。

## 代表
2002年にマリ代表としてデビューすると、2004年にチュニジアで開催されたアフリカネイションズカップ2004に参加。2008年のアフリカネイションズカップ2008にも参加している。

## タイトル
- PSG

クープ・ドゥ・フランス(1): 2010

## 所属クラブ
- USクレテイユ＝リュシタノ 1998-2002
- OGCニース 2002-2006
- パリ・サンジェルマンFC 2006-2011

→  AJオセール 2007-2008 (Loan)

## 代表歴
- マリ代表 2002-2008
  - 代表通算：15試合出場 0得点
  - アフリカネイションズカップ2004
  - アフリカネイションズカップ2008